# Завичајни музеј Трстеник
Музејска збирка Народног универзитета Трстеник је формирана 1983. године у Трстенику под називом Музејска делатност. Њено оснивање везује се за почетак ископавања неолитског насеља Страгари, када се појавила потреба за чувањем артефаката пронађених на терену. Више од деценију и по музејска збирка је обављала своју делатност у просторијама Народног универзитета, да би 2000. године била премештена у зграду у којој се и данас налази. Зграду у којој је смештена пројектовао је Валериј Матвејев 1953. године за дечје обданиште. Након четири деценије рада обданишта, оно је 1997. године пресељено, а у згради се од тада, па све до 1999. године, налазила Нижа музичка школа.

## Збирке
Основну делатност музејска збирка остварује кроз прикупљање, заштиту и презентацију покретних културних добара трстеничког краја. Сви предмети које музејска збирка поседује разврстани су у три збирке: археолошка, етнолошка и историјска збирка.
Археолошку збирку чине налази из млађег каменог доба, неолита, са локалитета Страгари, који су припадали винчанској култури (антропоморфне и зооморфне фигурине, жртвеници, просопоморфни поклопци, кремени и керамички тегови, различито посуђе, камене игле и слично), као и налази из првих векова нове ере — римски и келтски новац, фибуле и друго.
Етнолошка збирка сачињена је од предмета од текстила, дрвета и керамике, а који илуструју живот на селу и у граду на почетку 20. века. Пошто трстенички крај има дугу традицију ткања, у музеју се налази велики број ћилима, појасева односно тканица, вунених чарапа, тканих сукњи, блуза, хаљина, као и јелека и либада. Када је реч о дрвеним предметима, у музеју се налазе пољопривредне алатке, делови покућства, посуђе, преслице и вретена. Збирка садржи и велики број народне керамике — ибрике, тестије, котлајке, пљоске, грна и слично.
За разлику од претходне две збирке, историјска збирка садржи фотографије, писма и различите дипломе које сведоче како о историји вароши, тако и о знаменитим Трстеничанима из прошлости.
Поред ових збирки, у музејској збирци се налазе и предмети попут зуба и дела вилице мамута, средњовековног мача, трговачке касе из прве половине 20. века, женске торбице од алпаке, заставе Друштва за телесно васпитање Партизан, соколске кошуље, салона породице Симић, као и многи други.

### Колекција сукања
У етнолошкој збирци чува се колекција сукања. Оне су се прикупљале од 1983. до 1989. године. Прикупљала их је Љубица Живковић, магистар етнологије, која је радни век провела у Музејској збирци у Трстенику. Ове сукње су, као јединствена колекција, од 1983. године до данас биле излагане само једном. Изложба је била отворена 15. јуна 1994. у оквиру манифестације Јефимијини дани. Осим поменутих сукњи, на изложби ће бити представљене и три сукње које су, путем поклона 2016. и 2017, укључене у постојећу колекцију сукњи.
Сукња је, као део народне ношње, настала шездесетих година 19. века и чини прекретницу у развоју женске ношње. Била је произведена у кућној радиности, од сировина које су биле доступне сваком сеоском домаћинству (сукно од домаће вуне и платно од тежине), једноставног облика и украса. Српска сељанка је сама гајила и прерађивала све текстилне сировине. За израду сукње бирала је најквалитетнију вуну коју је прерађивала у великим количинама. Она је доминирала ношњом у Централној Србији у периоду од приближно једног века.
Нема много података у стручној литератури о сукњи као о одевном предмету у Србији током средњег века . Иако се помињу „хаљетак од грубог платна (сукна)“ и „српске свилене сукње“ у 14. веку, сматра се да се не мисли на сукњу насталу у 19. веку, већ на белу сукнену кошуљу „хаљину“ са рукавима, која се носила зими. Сама реч сукња је изведена од речи „сукно“, дакле одевни предмет је добио име по материјалу од кога је изворно прављен.
Развој сукње у трстеничком крају се креће од једнобојних и тешких тканина од вуне и конопље половином 19. века, преко тканина од финих влакана вуне, па све до тканина од најлепше обрађене свиле у другој половини 20. века. Од 80-их година 19. века сукња улази у сталну употребу, поготово код девојака и млађих жена. Као доминантан одевни предмет, сукња потискује неке, до тада уобичајене одевне предмете, као што је задња прегача, док се кошуља скраћује. Сукње 19. века су дуге до пета, широке и тешке. У последњим деценијама 19. века појављује се сукња шивена из више делова, крупних набора на леђима до кукова. Предњи део сукње је био раван, да би ту могла да се постави кецеља. Првих деценија 20. века појављују се сукње које ће се усталити као коначни облик шумадијског типа сукње и задржаће се у народној ношњи све до након Другог светског рата. У 30-им и 40-им годинама 20. века, мирном периоду српске историје, развијају се међу сукњама специфични ткачки обрасци карактеристични за трстенички крај: то су сукња грча, завијача и сукња у левле.
1. сукња грча (у етнолошкој збирци Музеја у Трстенику само су две сукње овог типа) име је добила по утканим наборима. Ове сукње су ткане на хоризонталним разбојима, посебно техником „навијања на грчу“. Сукње су црне основе са црвеним односно љубичастим вертикалним дангама. У Бучју је живела ткаља која се специјализовала за ова тип сукњи – Марија Цвејић (1907-1990). Сукња грча је била веома омиљена и широко распрострањена у трстеничком крају у периоду између два светска рата.
2. сукња завијача (завјача, зевјача, зављача) име је добила по начину на који се носила – у почетку се сукња завијала око женског струка и тако причвршћивала копчом или дугметом. Касније ће све сукње у трстеничком крају бити зване овим терминима којима су се додавали и други термини
3. сукња мелеска (мелезарка) је најчешће памучна или ланена сукња, име је добила по техници ткања – двонитним ткањем или преткивањем
4. сукња изливка (изливарка) је вунена тешка сукња која је име такође добила по техници по којој је ткана – изливањем
5. сукња „у левле“ је свечани тип сукње, такође је добио име по техници ткања. Ове сукње су се носиле у специјалним приликама
6. сукња убирача (набирача, пребирача) добила је име по наборима који су се формирали шивењем око појаса. Набори су ишли предњим делом сукње до кукова
7. сукња плисирка је посебан тип сукње која је ткана на разбоју техником плисирања. По овој техници је читав тип сукње добио име.

Колекција сукања из етнолошке збирке чува сукње трстеничког краја од средине 19. века па до половине 20. века. Јављају се под различитим називима – завјача, мелеска, у левле, укрснице.. Техника ткања ових сукњи је разноврсна: изливка, у левле, на даску, двонитна, плисирка, грча. Двонитна техника ткања је прастара техника и обухвата време од неолита преко словенских времена и траје до данас, док техника ткања у левле има корен још из средњег века. Ове сукње су ткане од обичног влакна, вуне, лана, памука, конопље, са додатком вунице, свилице, срме.
Сукње су рађене на справама примитивне израде, старог порекла, облика. Те справе су: разбој, преслице, мотовила, чекрци. Све сукње су као украс имале сатенску или памучну пију (траке) која је у почетку имала практичну намену, а то је заштита материјала од хабања, да би касније ове пије попримиле и естетску улогу.
- Сукња завијача из етнолошке збирке Завичајног музеја у Трстенику

### Колекција тканица
Музејска збирка Трстеник у својој етнолошкој збирци поседује колекцију тканица која својом израдом, разноврсношћу и наменом представља неизоставни део народне ношње и заслужује посебну пажњу. Према пореклу тканице припадају превасходно српској сеоској народној ношњи. Носиле су их жене и мушкарци дуже од једног века, а поред практичне имале су и естетску улогу; нашле су своје место у социјалној и духовној култури. Назив су добиле по начину на који су израђиване - тканице.
Практична улога тканица била је да учврсте стомак да би се лакше обављали тешки физички пољопривредни послови који су на селу били свакодневица. Tканице су ношене као потпашај да се не би добио брух, а у тој улози су се најдуже одржале. Практична функција тканице била је и да се у њу задевају разни предмети. Жене су док преду, своју преслицу задевале у тканицу; мушкарци су док су чували овце, за тканицу задевали фрулице, бритвице...; приликом  косидбе косци су за тканицу стављали брус за оштрење косе.
Тканице су највише дошле до изражаја као део народне ношње трстеничког краја. Народна ношња је врло живописна  и својом  лепотом израде, складно укомпонованим бојама и мотивима достиже уметнички ниво. Израђивана је у домаћој радиности, у кругу породичне задруге, а жена је била главни носилац посла. Жена је сама израђивала сировине, прерађивала их, прела, ткала, бојила, шила, везла .. Искуство и традицију преносили су старији на млађе, с колена на колено. Женска деца су почев од своје седме године почињала да се уче ручним радовима. Прво су учена да плету, па да преду, а већ од дванаесте године почињала су да тку једноставније ствари.
Тканице су биле саставни део како у женској тако и у мушкој ношњи. Најчешће су ткане од вуне, а ређе од памука. Основа и потка су од јако танког вуненог предива бојеног углавном биљним бојама, а њихова израда је право ткачко умеће. Ткале су их самоуке ткаље на хоризонталном разбоју, у четири нити, помоћу малог брда и дашчице за збијање потке.
Тканице су чврсто ткане, а мотиви су геометријски, врло прецизно извођени. Најједноставнији примерци су оне са пругастим мотивом који је увек хоризонталан, а од централне пруге према крајевима смењују се пруге различите ширине и боја. Карактеристично је да су оне симетрично распоређене. Овакве тканице се називају чибукаре. У хоризонталним пољима могу се изводити различити мотиви комбинацијом како боја тако и техника ткања, балучењем, "пребиром на прсти", изводе се ситни геометријски мотиви у низу понављањем основног елемента. У  зависности од тога,  на шта асоцирају ткаљу, мотиви се тако и називају: на окца, на зуберци, на перца, на колца ...
Старије тканице су мирнијих боја, орах и црна, тегет и црна, црвена и црна. Основа и потка су од нешто пунијег конца и слабије су набијане. Млађе су јаког и богатог колорита. Поред црвене, црне, беле, жуте боје, пажњу привлаче розе боје, плаве, наранџасте и зелене. Складности у колориту умногоме је доприносила обојеност пређе традиционалним поступком бојења биљним бојама. Бојено је у разном биљу и растињу-лишћу, растињу, кори, уз додавање разних киселина чији је циљ да трајно вежу боју за влакно и дају му сјај. Традиција бојења природним бојама одржавана је све до Другог светског рата, па извесно време и после рата. Између два рата, посредством трговаца и бојаџија, појавиле су се анилинске боје.
Ношене су тако што су се неколико пута обавијале око тела. Дужине су око 250 цм, а ширине око 10 цм. Народна ношња од тридесетих година двадесетог века почиње да се губи. Под утицајем Шумадије постаје унифицирана и наставља да се употребљава у културно-уметничким друштвима и код старијих људи у свечанијим приликама. У тој варијанти тканице су на једном крају имале ресе дуге 10 цм, а други крај је опшивен памучном тканином. Оне су ношене тако што се крај с ресама спушта низ леви кук, а затим се обавијају око струка што је типично за Шумадију.
Тканице су имале своје место како у социјалној тако и у духовној култури становника крушевачког краја. Биле су присутне у целом животном циклусу. Најприсутније су биле у свадбеним обичајима и имале су функцију дара. Свака девојка је у својој девојачкој спреми поред ћилимова, чаршава, кошуља, чарапа, рукавица, а морала имати и велики број тканица.
Интересантно је поменути да су се старији људи сахрањивали у народној  ношњи, а самим тим и у тканицама. Уколико нису сахрањени у ношњи, она је обично стављана у сандук. У неким селима кад умре младић, обавезно су га опасивали тканицом јер се сматрало грехом да оде неопасан на онај свет. Појас,тканица био је неопходан човеку како на овом тако и на оном свету, па га зато можемо назвати човековим вечитим кругом.
У годишњим обичајима, најизраженија је улога тканице на Игњатов дан који се у селима наше општине обележава као кокошињи Божић. а функција му је да заштити кућу и пернату живину.. У Стопањи, на кокошињи божић, жена устаје рано и од тканице направи круг у чији центар ставља варицу и пепељару са жаром. Онај ко први дође сматра се положајником. Мало проџара по ватри и каже: "колико жара толико јаја и пилића ...". Домаћица га дарује и од тог обављеног чина зависи здравље и носивост кокошака. Магијски круг обезбеђивао је да током године живина буде на окупу, да кокошке не скитају и да носе јаја у кругу домаћинства.
Тканица је имала и велику магијску улогу. У њу су се ушивали различити апотропејони, предмети који су имали одређена магијска својства и штитили су онога ко их носи: на пример: војника од метка ...
Развој науке и технике, продор индустријских материјала после првог, а нарочито после другог светског рата допринели су да народна ношња потпуно ишчезне и буде замењена индустријском.
- Tkanica iz etnološke zbirke Zavičajnog muzeja u Trsteniku U-103
- Tkanica iz etnološke zbirke Zavičajnog muzeja u Trsteniku U-112
- Tkanica iz etnološke zbirke Zavičajnog muzeja u Trsteniku U-1517
- Tkanica iz etnološke zbirke Zavičajnog muzeja u Trsteniku U-1523
- Tkanica iz etnološke zbirke Zavičajnog muzeja u Trsteniku U-1525
- Tkanica iz etnološke zbirke Zavičajnog muzeja u Trsteniku U-1527
- Tkanica iz etnološke zbirke Zavičajnog muzeja u Trsteniku U-226
- Tkanica iz etnološke zbirke Zavičajnog muzeja u Trsteniku U-595
- Tkanica iz etnološke zbirke Zavičajnog muzeja u Trsteniku U-682
- Tkanica iz etnološke zbirke Zavičajnog muzeja u Trsteniku U1515
- Tkanica iz etnološke zbirke Zavičajnog muzeja u Trsteniku У-185
- Tkanica iz etnološke zbirke Zavičajnog muzeja u Trsteniku У-199

### Колекција ћилимова
Трстенички крај познат је по својој домаћој радиности. Посебно богата збирка је збирка или колекција ћилимова који представљају највиши домет народне уметности изражене ткањем.
Основу текстилног умећа и подлогу за уметничко исказивање чини ткање. Тканине и други видови народне уметности на текстилу у складу су са осталим народним стваралаштвом које израста још из праисторијских словенских искустава. Дограђивано је и обогаћивано кроз сва историјска раздобља. За домаћу текстилну радиност одвајкада су служиле сировине: конопља, лан, вуна, кожа, а у новије време памук, мање свила и нека друга влакна, као и додаци за украшавање.
Тканине су израђиване на две основне врсте разбоја, вертикалном и хоризонталном. Вертикални разбој био је у употреби углавном у југоисточном делу Југославије и служио је за израду ћилима и производа од кострети (козине). На хоризонталном разбоју ткане су све врсте тканина широм земље. У затегнуте нити основе на разбоју је уткивана пређа потке двема основним техникама. Једна техника се остварује пребирањем нити основе и провлачењем потке прстима, а друга размицањем нити помоћу брда и брдила и прометањем пређе потке помоћу чунка.
Ткање прстима, балучење или клечање, је техника ткања којом се постижу врло сложени орнаменти, композиције и колористички ефекти. Чунчање, провлачење потке, кроз зев размакнутих нити основе, намотане на штапић, а у савршенијем поступку на цевчицу уметнуту у ткалачки "чунак", такође је врло стара техника ткања, распрострањена широм света. Украси који се добијају овим начином ткања су наизменичне пруге. Преткивањем додатне пређе на дашчицу, на зев, на шибе, преко прута и тако даље, добијају се сложенији орнаментални садржаји. Ове две основне технике (балучење и чунчање), као и њихове варијанте, каткада се комбинују, те се тако добијају скоро све врсте народних тканина.
Израда ћилима развила се од 16. и 17. века посредством Турака, на старим, одавно познатим основним техникама ткања, клечању и чунчању. Ћилимарство се развило у областима које су биле дуже времена под Турцима. Ћилими су постепено замењивали, или још чешће паралелно постојали са старијим облицима простирки и прекривки. Њихова шира употреба потврђена је у 18. веку код муслиманског, а од 19. века и код хришћанског живља, више у градским срединама.
Орнаменталне композиције су од једноставних попречних пруга, какве се срећу на многим тканинама и шареницама, затим бескрајних орнаменталних низова истих орнамената у наизменичним бојама до поделе површине на неколико целина, које се уклапају у ликовну стилизацију. Украси су претежно геометријски или геометријске стилизације. 
Од орнамената истиче се, прастари, ромб — "коло", једноставан или у сложеним комбинацијама. Ромб је иначе карактеристичан орнамент у народној уметности многих народа. Уз поменуте, уткивају се и други орнаменти, од којих се поред геометријских форми више издвајају биљни мотиви, као што су цветови, листови и лоза. У ћилимарство доспевали су са истока и нови мотиви, углавном посредством Турака. Између осталих у такве се могу убрајати на пример "жељка" — корњача и други. У новој средини обично су модификовани, па и потпуно преиначени. Међутим, постоје мишљења да су ови мотиви одраз давних балканско-кавкаских културних подударности, које проистичу из заједничке етничке основе и некадашњих веза. На ћилимима се често налази и врло стари мотив "животно стабло", "стабло живота". Оно се налази и на другим предметима домаће и занатске радиности и такође указује на везе са Истоком и Медитераном.
Боје су више загаситих пастелних тонова, међу којима преовлађују тамноплаве, смеђе, затворено црвене и зелена боја, уз природно белу вунену пређу. Од краја 19. века чешћи су покушаји реалистичнијег представљања ликовних мотива, колико то дозвољава техника ткања. Боје старијег ткања биле су углавном биљног порекла, мекших тонова, складно сложене, ретко када реске. Увођењем анилинских боја, колорит постаје сировији, тонови израженији, прелази од боје до боје одсечнији и контрастнији, све мање је колористичке и орнаменталне складности.
Народну уметност на текстилу одликују јасне, изражајне и већином контрастне боје, врло старе технике и поступци израде, стари слојеви стилизоване геометријске и фигуралне орнаментике. Ликовни израз новијег порекла обилује биљним и другим мотивима живе и мртве природе са израженом тежњом за реалистичким представљањем па и натурализмом, који се у текстилу тешко постиже, особито код ткања.
- Detalj ćilima iz zbirke ćilimova (kolekcija Narodno tkanje) Zavičajnog muzeja u Trsteniku
- Detalj ćilima iz zbirke ćilimova (kolekcija Narodno tkanje) Zavičajnog muzeja u Trsteniku
- Detalj ćilima iz zbirke ćilimova (kolekcija Narodno tkanje) Zavičajnog muzeja u Trsteniku
- Detalj ćilima iz zbirke ćilimova (kolekcija Narodno tkanje) Zavičajnog muzeja u Trsteniku
- Detalj ćilima iz zbirke ćilimova (kolekcija Narodno tkanje) Zavičajnog muzeja u Trsteniku
- Detalj ćilima iz zbirke ćilimova (kolekcija Narodno tkanje) Zavičajnog muzeja u Trsteniku
- Detalj ćilima iz zbirke ćilimova (kolekcija Narodno tkanje) Zavičajnog muzeja u Trsteniku
- Detalj ćilima iz zbirke ćilimova (kolekcija Narodno tkanje) Zavičajnog muzeja u Trsteniku
- Detalj ćilima, medaljon iz zbirke ćilimova (kolekcija Narodno tkanje) Zavičajnog muzeja u Trsteniku
- Detalj ćilima, željke iz zbirke ćilimova (kolekcija Narodno tkanje) Zavičajnog muzeja u Trsteniku
- Čerga iz zbirke ćilimova (kolekcija Narodno tkanje) Zavičajnog muzeja u Trsteniku
- Čerga iz zbirke ćilimova (kolekcija Narodno tkanje) Zavičajnog muzeja u Trsteniku
- Čerga iz zbirke ćilimova (kolekcija Narodno tkanje) Zavičajnog muzeja u Trsteniku
- Ćilim iz zbirke ćilimova (kolekcija Narodno tkanje) Zavičajnog muzeja u Trsteniku

### Колекција грнчарије
Музејска збирка чува разноврсну колекцију грнчарије која обухвата више збирки - женску керамику, грнчарију рађену на ручном као и грнчарију рађену на ножном витлу, те керамику рађену у калупу. Од керамике која се традиционално назива женском, у музејској збирци се чувају црепуље, а од осталих збирки керамике, чувају се репрезентативни примерци трстеничког грнчарства Трстеничко грнчарство је веома специфично јер се у овом крају укрштају утицаји лончара из Злакусе и пиротских грнчара који долазе у Трстеник на печалбу.
Музејска збирка Трстеник чува бардаке, бокале, црепуље, чиније, чутуре, ћупове, кадионице, лонце, тестије и друге украсне предмете од керамике.
Бардаци су најчешће бокасти  судови са главом која се састоји од сиска, грлића и дршке који су међусобно спојени. Сисак је цеваст и полази од рамена, савија се назад према јабуци а затим извија напред. Спој грлића и дршке је у виду јабуке изнад које грлић може бити проширен у чашицу. Бардак служи за хладну и врућу ракију, ређе за воду.
- Бардак
- Бардак
- Бардак
- Бардак

Бокали су бокасти судови са вратом и једном, ређе две ручке. Служили су за чување и точење течности, најчешће воде, али и вина, ракије, млека. Бокали се праве од пречишћене масне глине и могу бити отворених или полузатворених левкастих уста. Због држања течности глеђосани су и споља и изнутра.
- Бокал
- Бокал са отвореним устима за сипање течности
- Бокал са полузатвореним устима за сипање течности
- Бокал са полузатвореним устима за сипање течности

Од судова уског дна а широког руба заступљени су чанче, чанак, чинија, тањир, поклопац, солири или сланици. 
Чанче је мања посуда уског дна са благо заобљеним зидовима, а чанак је посуда уског дна чије се странице укосо шире и завршавају ободом; понекад на ободу имају ушке. 
Чиније су судови који се бокасто шире и у њима се обично јело износи на сто. 
Тањири су широко разгрнутог руба и јављају се у више варијанти: као тањир чији се бок се шири и завршава се прстенастим рубом, као бокаст са хоризонталним венцем и као тањир за посластице који понекада може бити на ниској нози. Служи да се из њега једе храна ( обично кувано јело, које је сипано у чинију из које се узима храна и ставља на сопствени тањир).
- Тањир (чинија)
- Тањир (чинија)
- Тањир (чинија)
- Тањир (чинија)

Црепуља је плитка посуда која служи за печење хлеба на отвореном огњишту. За црепуљу се сматра да је сачувала свој првобитни облик још из праисторије. Црепуља је керамичка посуда рађена без грнчарског кола.
Димензије црепуља нису биле стандардизоване нити уједначене – од краја до краја разликовала се дебљина зида као и висина посуде, а могло је да се деси да на једном суду варира висина зида и до једног центиметра а све то у зависности од вештине жене која је црепуљу правила. 
Женске црепуље су израђивале искључиво жене и то без употребе грнчарског кола. Мушке црепуље (као што је црепуља у депоу збирке) се израђују на ручном грнчарском колу, уједначених су ивица са рупом у средини. Нису глеђосане.
Кадионице су предмети култног карактера. Постоје кадионице које се употребљавају у кући, у којима се носи жар на гробље и најзад специјалне кадионице којима се каде пчеле. Кадионица за кућну употребу је најчешће горе отворена,  кадионице у којима се носи жар на гробље су претежно полузатворене да би се у њима лакше одржао жар који се из куће носи на гробље. Одозго су увек перфориране ради струјања ваздуха. Кадионице за кађење пчела су највеће, горе полузатворене јер се користе напољу; ове кадионице су највеће. Затворене кадионице су увек са стопом, а отворених кадионица има и са стопом и без ње. Све кадионице најчешће имају савијену дршку.
Котлајка је посуда која се одликује наглашеним вратом, разгрнутим венцем профилисаним за поклопац, полукружном тракастом дршком (ручком) изнад венца и обично има левку. Употребљава се за ношење чорбастих јела радницима у поље, млека, сурутке и киселог млека. Израђује се од масне глине и украшава пердашењем (прстима, кашиком, кутлачом) и урезивањем хоризонталних линија. Глеђоше се само горњи део споља, или се глеђоше и споља и изнутра.
Зејтињаче су посуде за зејтин. У пиротском грнчарству су израђиване као посуде ниског бока који се постепено сужава и прелази у кратак грлић. Грлић је купаст. Све зејтињаче се глеђошу, али се зејтињаче са грлићем увек глеђошу у зелено. Овај тип грнчарске посуде је престао да се израђује после првог светског рата јер су их потиснуле стаклене боце за чување зејтина, које се лакше перу.
- Котлајка
- Лонац - ужички тип
- Ножно витло
- Тестија
- Вреоница за вино
- Зејтињача
- Кригла
- Пљоска
- Ђувеч

У депоу музејске збирке налази се само једна зејтињача и она представља типичан пример пиротске грнчарије. Посуда је широког дна уоквиреног прстеном. Глеђосана у зелено, на њој се данас само распознају трагови глеђосања. Рамена посуде су украшена са три хоризонталне кружне линије, а кратки грлић се завршава са купастим отвором.

## Поставка
Премда музејска збирка због недостатка простора нема сталну поставку, он је веома жив када је излагачка делатност у питању. Неке од тематских изложби које је музеј организовао јесу Љубим руке — век моде у Трстенику, Спортски времеплов, Трстеник у првим данима Великог рата, Птице нашег краја, Градска кућа, Земља прича и Историја хлеба у трстеничком крају.